# 社会性 (动物学)

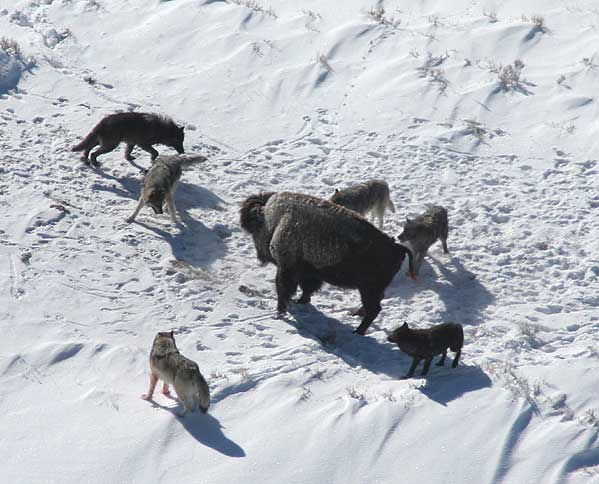
一群整张猎食的狼包围了一头美洲野牛

社会性是指动物群体中的个体倾向于在社会团体中联系（群居性）并形成合作社会的程度。
社会性是对演化压力的一种生存反应。例如，当一只母黄蜂呆在她的幼虫附近的巢穴里，寄生虫不太可能吃幼虫。生物学家怀疑，来自寄生虫和其他捕食者的压力选择了黄蜂科黄蜂的这种行为。
这种黄蜂的行为证明了动物社会性的最基本特征：亲代投资。亲代投资是指任何资源（时间、精力、社会资本）的支出，以使自己的后代受益。亲代投资削弱了父母对后代的投资能力和对亲属（包括其他后代）的帮助。照顾幼崽但没有其他社会性特征的动物被称为非社会性动物。
表现出高度社会性的动物被称为真社会性动物。社会生物学家承认的最高程度的社会性是群居性。群居类群表现为成年动物世代交叠、生殖劳动分工、合作照顾幼动物，在最精细的情况下，还表现为生物等级制度。